# Нордерхайштедт
Нордерхайштедт (нем. Norderheistedt) — община в Германии, в земле Шлезвиг-Гольштейн. 
Входит в состав района Дитмаршен. Подчиняется управлению КЛьГ Хеннштедт.  Население составляет 143 человека (на 31 декабря 2010 года). Занимает площадь 4,33 км².

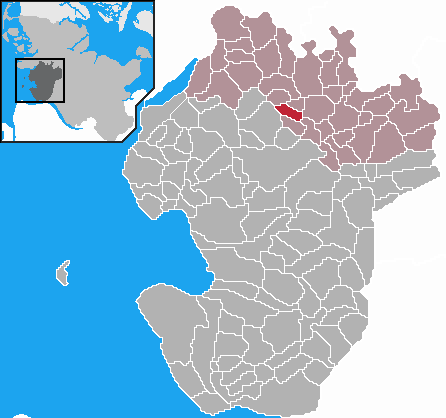
Нордерхайштедт